# Nymindegab Museum
Nymindegab Museum är ett lokalhistoriskt museum, som ligger i Nymindegab i Varde kommun i Region Syddanmark. Det drivs tillsammans med det lilla museet Nymindegab Redningsstation. Bägge museerna tillhör Vardemuseerne.
Museet har en arkeologisk samling med fynd av textilrester och gravgåvor från gravar ved Lønne. Från vikingatiden finns bland annat stolpar från en bro vid Nybro från 761. Från nyare tid har museet utställningar om sjöfart, fiske, strandningar och sjöräddning. Det berättar också om modern turism på Jyllands västkust.
I museet ingår också timmerman Larsens hus, som är en bostad från 1930-talet samt en av museet återuppförd väderkvarn, som drev snickeriets såg.  Frivilliga vid musset har sedan 2009 byggt kopior av timmerman Larsens pråm, de så kallade "gaf"-pråmarna som använts på Ringkøbing Fjord och som fått namn efter Nymindegabs vestjylländska namn æ gaf. Museets gaf-pråm ligger förtöjd vid Vesterhavn vid Nyminde Strøm.
Museet omfattar också Hvalhuset med skelettet av en nästan tolv meter lång och 25 ton tung kaskelotvalhanne, som strandade vid Nymindegab 1990. 

## Bildgalleri

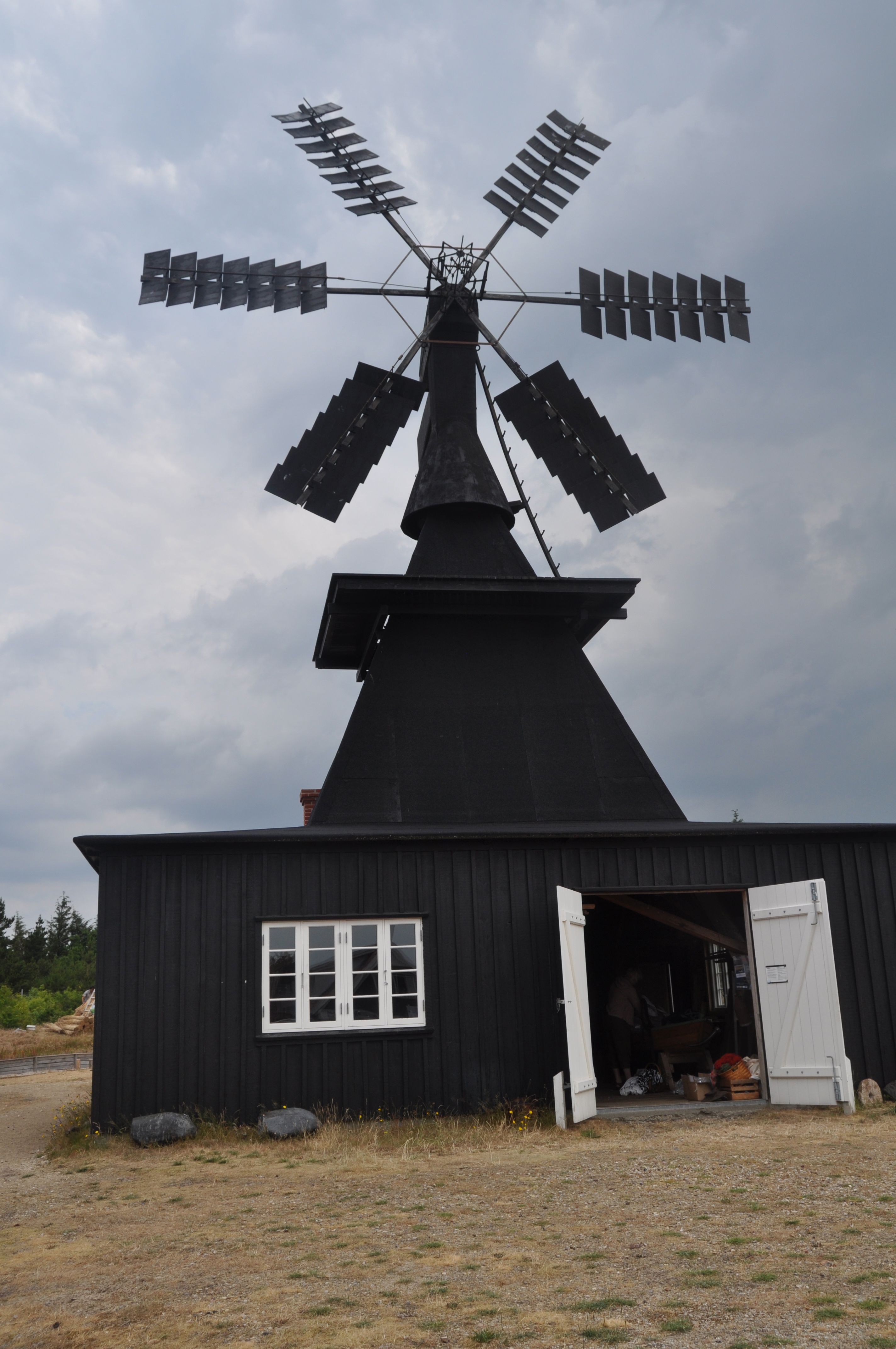
Väderkvarn för sågdrift på taket till timmerverkstaden
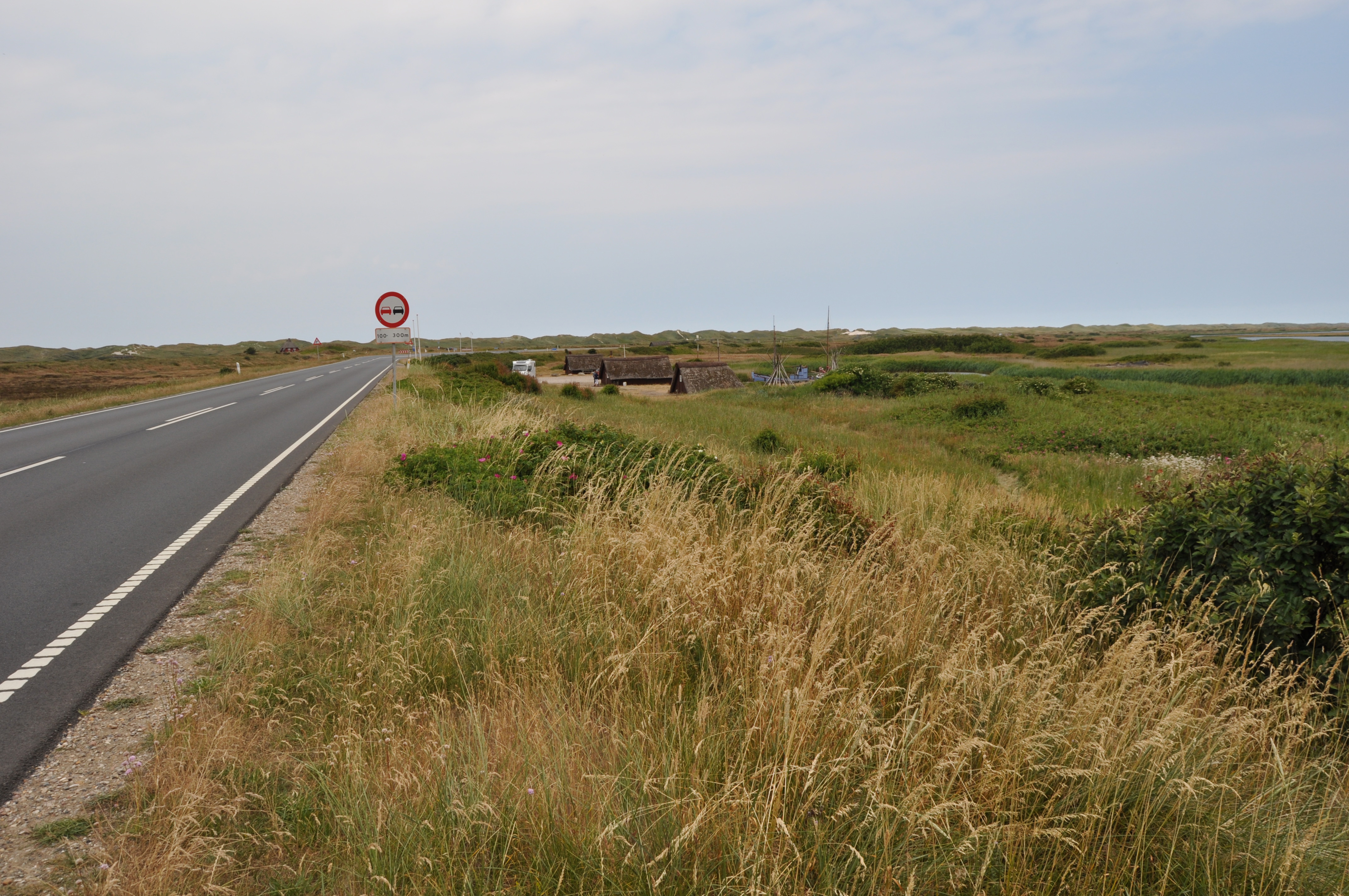
Fiskebodar vid Vesterhavn
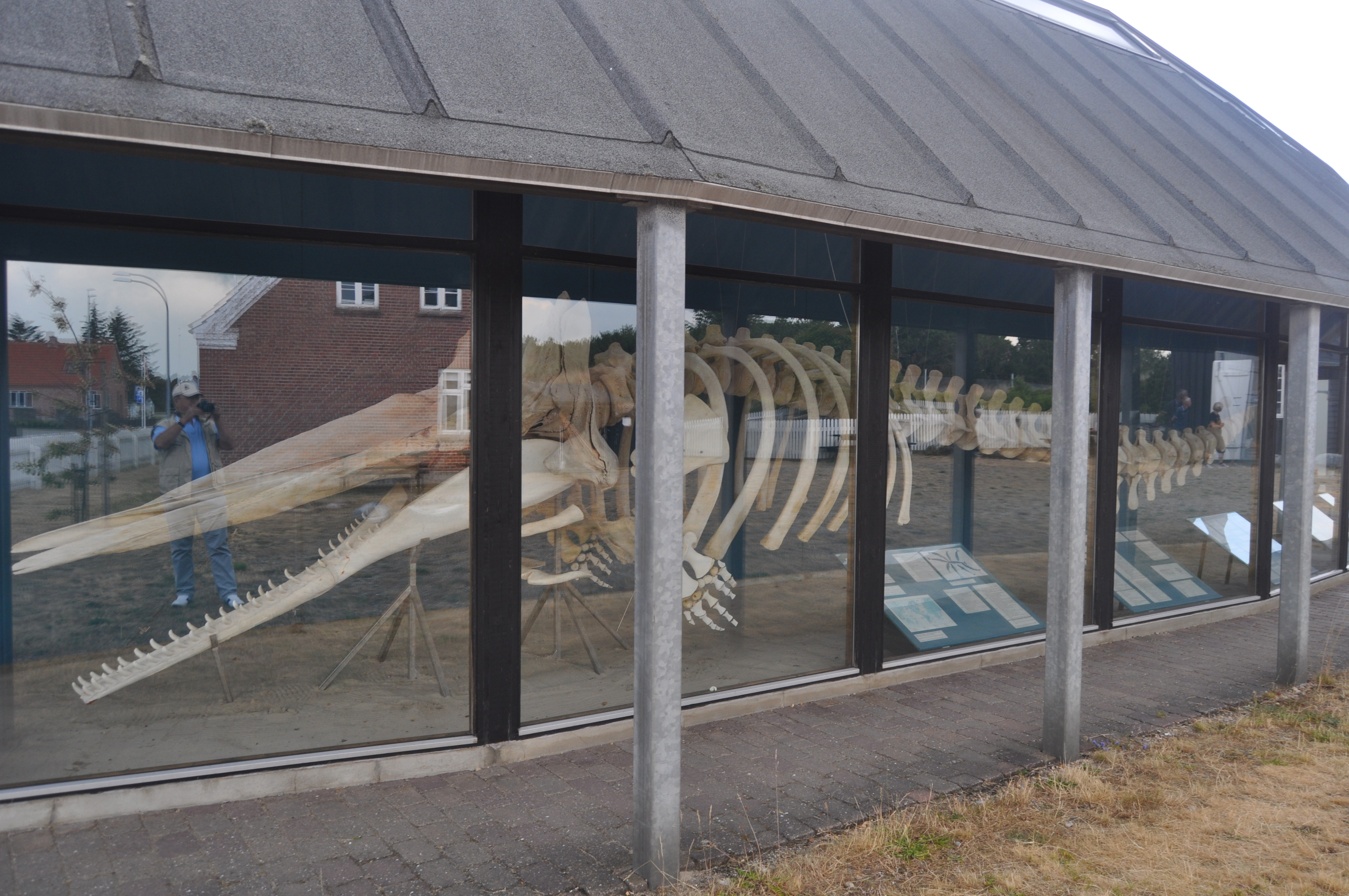
Valhuset med strandad kaskelotval
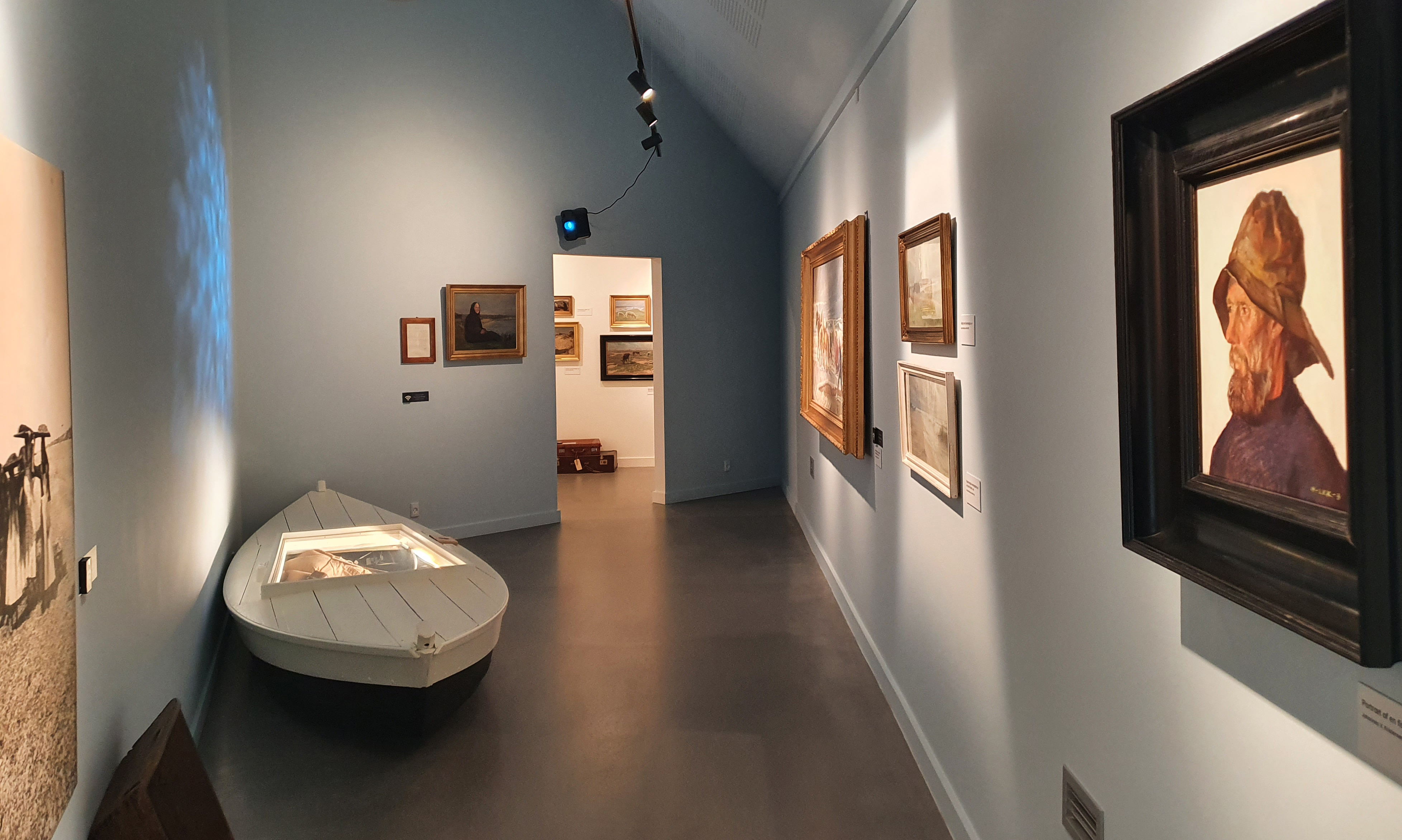
Interiör efter ombyggnad 2020